# Филиппково (Пореченская волость)
Филиппково — деревня в Великолукском районе Псковской области России. Входит в состав сельского поселения «Купуйская волость».
Расположена в центре района, на левом прибрежье реки Ловать, в 1 км к северо-западу от волостного центра Купуй и в 19 км к югу от райцентра Великие Луки.

## Население
Численность населения по оценке на 2000 год составляла 22 жителя, на 2010 год — 15 жителей.